# Tina Theune
Christina Theune, detta Tina (Kleve, 4 novembre 1953), è un'allenatrice di calcio ed ex calciatrice tedesca, di ruolo centrocampista.

## Biografia
Fino al divorzio da Thomas Meyer nel 2008 era conosciuta con il nome da sposata di Tina Theune-Meyer.

## Carriera

### Giocatrice
Nata a Kleve, in Renania Settentrionale-Vestfalia, nel 1953, ha giocato a calcio da 21 a 33 anni con il Grün-Weiß Brauweiler, del quale è stata anche allenatrice-giocatrice.

### Allenatrice
Nel 1985 è diventata la prima donna ad acquisire il patentino da allenatore in Germania.
Entrata nella federcalcio tedesca (DFB) nel 1986 come assistente di Gero Bisanz, 10 anni dopo, al termine dei Giochi olimpici di Atlanta 1996, ha assunto il ruolo di CT della nazionale femminile tedesca. In 9 anni alla guida della Germania ha vinto tutti i 3 Europei giocati (Norvegia e Svezia 1997, battendo in finale 2-0 l'Italia, Germania 2001, 1-0 al golden goal con la Svezia e Inghilterra 2005, 3-1 sulla Norvegia), il primo storico Mondiale delle tedesche (Stati Uniti d'America 2003, 2-1 in finale ai tempi supplementari contro la Svezia) e 2 medaglie di bronzo alle Olimpiadi (Sydney 2000, 2-0 sul Brasile nella finalina dopo l'eliminazione in semifinale contro la Norvegia, poi medaglia d'oro, e Atene 2004, 1-0 contro la Svezia nella finale per il bronzo dopo la sconfitta in semifinale per 2-1 subita dagli Stati Uniti, poi campioni olimpici). Soltanto al Mondiale statunitense 1999 non è arrivata sul podio, eliminata ai quarti di finale dagli Stati Uniti, poi campioni, per 3-2.
Nel 2005, al termine dell'Europeo inglese, ha lasciato la panchina dopo 9 anni, anche in questo caso alla sua assistente, Silvia Neid.

## Palmarès

### Allenatrice

#### Nazionale
- Campionato europeo femminile di calcio: 3

Germania: Norvegia e Svezia 1997
Germania: Germania 2001
Germania: Inghilterra 2005
- Bronzo olimpico: 2

Germania: Sydney 2000
Germania: Atene 2004
- Campionato mondiale femminile di calcio: 1

Germania: Stati Uniti d'America 2003